# ديبلوفونيا
ديبلوفونيا المعروفة أيضًا باسم الدفتيريا، هي ظاهرة يُنظر فيها إلى أنه يتم إنتاج الصوت مع نغمتين متزامنتين. حيث تكون نتيجة اهتزازات الطيات الصوتية التي تكون شبه دورية في الطبيعة. وقد ثبت أن دبلوفونيا يمكن أن يكون سببه أمراض صوتية مختلفة، مثل:سليلة الأحبال الصوتية، عقيدات الحبل الصوتي، وشلل عصب حنجري راجع، أو تضخم الطية الدهليزية.
رمز جودة الصوت للدبلومونيا هو V̬ ‼